# Templiers de Sénart
I Templiers de Sénart sono una squadra di baseball francese con sede a Lieusaint, comune situato nella ville nouvelle di Sénart. Il loro nome si riferisce all'ordine dei templari, ai quali nel Medioevo appartenne il comune di Savigny-le-Temple. Militano attualmente in Division 1, massima serie del campionato francese di baseball.

## Storia
Nacquero nel 1987 col nome di Baseball Club de Melun-Sénart e nel 1993 fu fondata anche una sezione di softball femminile, in seguito dismessa. Nel giro di dieci anni divennero campioni di Francia di National 1 ottenendo la promozione nella massima divisione, detta Championnat Elite. Ciononostante retrocesse già nel 1998 e dovette aspettare il 2003 per tornare in Elite.
Nel 2005 arrivarono terzi a livello nazionale, dopo aver perso la semifinale con i campioni del Rouen Huskies, e si qualificarono per la Coppa CEB 2006, dove si piazzarono al terzo posto. I Templiers giunsero poi nel 2007 e nel 2008 in finale, perdendo entrambe le volte 3-2 con Rouen. Nel 2008 vinsero però la Challenge de France (coppa nazionale) contro i Lions de Savigny.
Il 2014 fu la stagione più trionfale: conquistarono il primo titolo nazionale contro il Paris UC e la loro seconda coppa contro i Barracudas de Montpellier. In seguito fu ancora diverse volte finalista in campionato senza riuscire a prevalere sul Rouen, mentre vinse altre due Challenge.
Ha ospitato la Coppa CEB 2021, dove ha sfiorato la vittoria piazzandosi dietro al Draci Brno. In Division 1 si è invece arresa in finale a Rouen per 3-2.

## Palmarès
- Campionati francesi: 1

2014
- Challenge de France: 4

2008, 2014, 2017, 2019

### Altri piazzamenti
- Campionato francese:

secondo posto: 2007, 2008, 2012, 2013, 2016, 2017, 2019, 2021
- Challenge de France:

finalista: 2013, 2015, 2016, 2018
- Coppa CEB:

secondo posto: 2021
terzo posto: 2006, 2017